# Ново Село (Велика Плана)
Ново Село је насеље у Србији у општини Велика Плана у Подунавском округу. Према попису из 2022. има 1038 становника (према попису из 2011. било је 1229 становника).

## Историја
До 1946. године назив села је био Нови Аџибеговац.
Нови Аџибеговац је насеље новијег датума. Село је постало исељавањем из суседног Старог Аџибеговца (Велика Плана), који се налази северније , у непосредној близини. Знатан део породица, због поплава и штете коју је чинила Морава, повукао се овамо и основао ово село. Оснивање овога насеља пада у доба између 1830. и 1835. године, а име су му пренели досељеници из Старог Аџибеговца (Велика Плана), и за разлику од Старог прозвали га Новим Аџибеговцом.
По попису из 1921.г. Нови Аџибеговац је имао 282 куће са 1364 становника. Знатан део породица, које су из Старог прешле и Нови Аџибеговац (Велика Плана), Старином си из Мозгова (алексиначки срез) и њих има 37 на броју. Остале породице, које су такође прешле из Старог у Нови Аџибеговац, старином су из разних места. Најпре су дошле у Срари Аџибеговац (Старо Село) па су из њега прешле у Нови Аџибеговац (Ново Село). То су породице дошле у Стари Аџибеговац из: околине Трна, из Драгачева, Млаве, из Колашина, од Врање и из околине Соко-Бање. Ово су све старије породице. Остале су касније долазиле из разних крајева. Највећи број досељеника види порекло из Мораве, па из Млаве, Јасенице, Врањске Пчиње, из Леоенице, из Бугарске, из Баната, Колашина итд. . (подаци крајем 1921. године).
Овде се налази Црква Светог Георгија у Новом Селу.

## Демографија
У насељу Ново Село живи 1007 пунолетних становника, а просечна старост становништва износи 41,0 година (39,2 код мушкараца и 42,9 код жена). У насељу има 395 домаћинстава, а просечан број чланова по домаћинству је 3,18.
Ово насеље је великим делом насељено Србима (према попису из 2002. године), а у последња три пописа, примећен је пад у броју становника.
|  |

| Демографија | Демографија | Демографија |
| Година      | Становника  | Становника  |
| ----------- | ----------- | ----------- |
| 1948.       | 1.577       |             |
| 1953.       | 1.627       |             |
| 1961.       | 1.623       |             |
| 1971.       | 1.523       |             |
| 1981.       | 1.684       |             |
| 1991.       | 1.628       | 1.402       |
| 2002.       | 1.256       | 1.432       |
| 2011.       | 1.229       |             |
| 2022.       | 1.038       |             |

| Етнички састав према попису из 2002.‍ | Етнички састав према попису из 2002.‍ | Етнички састав према попису из 2002.‍ | Етнички састав према попису из 2002.‍ | Етнички састав према попису из 2002.‍ |
| ------------------------------------ | ------------------------------------ | ------------------------------------ | ------------------------------------ | ------------------------------------ |
|                                      |                                      |                                      |                                      |                                      |
| Срби                                 | Срби                                 |                                      | 1.244                                | 99,04%                               |
| Роми                                 | Роми                                 |                                      | 6                                    | 0,47%                                |
| Хрвати                               | Хрвати                               |                                      | 1                                    | 0,07%                                |
| Словенци                             | Словенци                             |                                      | 1                                    | 0,07%                                |
| Мађари                               | Мађари                               |                                      | 1                                    | 0,07%                                |
| непознато                            | непознато                            |                                      | 3                                    | 0,23%                                |

| \| \| м \| \| \| ж \| \| ? \| 2 \| \| \| 0 \| \| 80+ \| 16 \| \| \| 23 \| \| 75—79 \| 21 \| \| \| 33 \| \| 70—74 \| 44 \| \| \| 53 \| \| 65—69 \| 27 \| \| \| 41 \| \| 60—64 \| 31 \| \| \| 27 \| \| 55—59 \| 34 \| \| \| 26 \| \| 50—54 \| 37 \| \| \| 51 \| \| 45—49 \| 49 \| \| \| 53 \| \| 40—44 \| 36 \| \| \| 34 \| \| 35—39 \| 32 \| \| \| 40 \| \| 30—34 \| 51 \| \| \| 41 \| \| 25—29 \| 44 \| \| \| 31 \| \| 20—24 \| 49 \| \| \| 48 \| \| 15—19 \| 45 \| \| \| 35 \| \| 10—14 \| 37 \| \| \| 33 \| \| 5—9 \| 37 \| \| \| 31 \| \| 0—4 \| 34 \| \| \| 30 \| \| Просек : \| 39,2 \| \| \| 42,9 \| |      |  |  |      |
| |      |  |  |      |
| | м    |  |  | ж    |
| ? | 2    |  |  | 0    |
| 80+ | 16   |  |  | 23   |
| 75—79 | 21   |  |  | 33   |
| 70—74 | 44   |  |  | 53   |
| 65—69 | 27   |  |  | 41   |
| 60—64 | 31   |  |  | 27   |
| 55—59 | 34   |  |  | 26   |
| 50—54 | 37   |  |  | 51   |
| 45—49 | 49   |  |  | 53   |
| 40—44 | 36   |  |  | 34   |
| 35—39 | 32   |  |  | 40   |
| 30—34 | 51   |  |  | 41   |
| 25—29 | 44   |  |  | 31   |
| 20—24 | 49   |  |  | 48   |
| 15—19 | 45   |  |  | 35   |
| 10—14 | 37   |  |  | 33   |
| 5—9 | 37   |  |  | 31   |
| 0—4 | 34   |  |  | 30   |
| Просек : | 39,2 |  |  | 42,9 |

| Година пописа     | 1948. | 1953. | 1961. | 1971. | 1981. | 1991. | 2002. |
| ----------------- | ----- | ----- | ----- | ----- | ----- | ----- | ----- |
| Број домаћинстава | 365   | 379   | 411   | 401   | 413   | 422   | 395   |

| Број чланова      | 1  | 2  | 3  | 4  | 5  | 6  | 7  | 8 | 9 | 10 и више | Просек |
| ----------------- | -- | -- | -- | -- | -- | -- | -- | - | - | --------- | ------ |
| Број домаћинстава | 90 | 83 | 59 | 77 | 37 | 32 | 10 | 4 | 1 | 2         | 3,18   |

| Пол    | Укупно | Неожењен/Неудата | Ожењен/Удата | Удовац/Удовица | Разведен/Разведена | Непознато |
| ------ | ------ | ---------------- | ------------ | -------------- | ------------------ | --------- |
| Мушки  | 518    | 144              | 318          | 43             | 12                 | 1         |
| Женски | 536    | 87               | 319          | 109            | 20                 | 1         |
| УКУПНО | 1.054  | 231              | 637          | 152            | 32                 | 2         |

| Пол    | Укупно                    | Пољопривреда, лов и шумарство | Рибарство                            | Вађење руде и камена | Прерађивачка индустрија       |
| ------ | ------------------------- | ----------------------------- | ------------------------------------ | -------------------- | ----------------------------- |
| Мушки  | 297                       | 113                           | 0                                    | 0                    | 41                            |
| Женски | 143                       | 64                            | 0                                    | 0                    | 14                            |
| Укупно | 440                       | 177                           | 0                                    | 0                    | 55                            |
|        |                           |                               |                                      |                      |                               |
| Пол    | Производња и снабдевање   | Грађевинарство                | Трговина                             | Хотели и ресторани   | Саобраћај, складиштење и везе |
| Мушки  | 2                         | 37                            | 25                                   | 6                    | 50                            |
| Женски | 0                         | 2                             | 20                                   | 15                   | 5                             |
| Укупно | 2                         | 39                            | 45                                   | 21                   | 55                            |
|        |                           |                               |                                      |                      |                               |
| Пол    | Финансијско посредовање   | Некретнине                    | Државна управа и одбрана             | Образовање           | Здравствени и социјални рад   |
| Мушки  | 0                         | 0                             | 5                                    | 3                    | 3                             |
| Женски | 0                         | 0                             | 1                                    | 15                   | 4                             |
| Укупно | 0                         | 0                             | 6                                    | 18                   | 7                             |
|        |                           |                               |                                      |                      |                               |
| Пол    | Остале услужне активности | Приватна домаћинства          | Екстериторијалне организације и тела | Непознато            | Непознато                     |
| Мушки  | 2                         | 0                             | 0                                    | 10                   | 10                            |
| Женски | 1                         | 0                             | 0                                    | 2                    | 2                             |
| Укупно | 3                         | 0                             | 0                                    | 12                   | 12                            |

### Коришћена Литература
- Извор Монографија Подунавске области 1812-1927. објављено (1927 г.)„Напредак Панчево,,
- „Летопис“: Подунавска места и обичаји Марина (Беч 1999 г.). Летопис период 1812 – 2009 г. Саставио од Писаних трагова, Летописа, по предању места у Јужној Србији, места и обичаји настанак села ко су били Досељеници чиме се бавили мештани и одакле су са старином
- Напомена

У уводном делу аутор је дао кратак историјски преглед овог подручја од праисторијских времена до стварање државе Краљевине Срба, Хрвата и Словенаца. Највећи прилог у овом делу чине ,»Летописи« и трудио се да не пропусти ниједну важну чињеницу у прошлости описиваних места.